# Викерс Вирео
Викерс Вирео (енгл. Vickers Vireo) је британски ловачки авион. Авион је први пут полетео 1928. године.

Највећа брзина у хоризонталном лету је износила 193 km/h. Размах крила је био 10,6 метара а дужина 8,43 метара. Маса празног авиона је износила 885 килограма а нормална полетна маса 1157 килограма. Био је наоружан са два митраљеза калибра 7,7 милиметара Викерс.

## Наоружање
| Наоружање авиона: Викерс Вирео |     |
| Ватрено (стрељачко) наоружање  |     |
| Топ                            |     |
| Митраљез                       |     |
| Број и ознака митраљеза        | 2   |
| Калибар                        | 7,7 |
| Бомбардерско наоружање (бомбе) |     |
| Ракетно наоружање (ракете)     |     |